# Memè Busietta
Carmelo Lorenzo Busietta, detto Memè (Sliema, 10 agosto 1902 – Malvern East, 11 luglio 1983), è stato un pallanuotista maltese.
Ha fatto parte di Malta, che ha partecipato ai Giochi di Amsterdam 1928, assieme al fratello Victor.
Come suo fratello, ha giocato tre partite durante questo torneo, rispettivamente contro Lussemburgo, Francia e Stati Uniti, senza segnare alcun gol.